# Habropogon
Habropogon is een vliegengeslacht uit de familie van de roofvliegen (Asilidae).

## Soorten
- H. aegyptius Efflatoun, 1937
- H. aerivagus Séguy, 1953
- H. albibarbis (Macquart, 1838)
- H. appendiculatus Schiner, 1867
- H. bacescui Weinberg & Tsacas, 1973
- H. balachowskyi Weinberg & Tsacas, 1973
- H. bipartitus Villeneuve, 1931
- H. capensis Londt, 1981
- H. carthaginiensis Becker, 1915
- H. cochraneae Londt, 2000
- H. decipiens Theodor, 1980
- H. deserticola Lehr, 1960
- H. distipilosus Weinberg & Tsacas, 1973
- H. doriae Rondani, 1873
- H. elongatulus Efflatoun, 1937
- H. exquisitus Wiedemann in Meigen, 1820
- H. francoisi Janssens, 1969
- H. fulvulus Theodor, 1980
- H. hauseri Hradský & Geller-Grimm, 2005
- H. hessei Londt, 2000
- H. hilaryae Londt, 2000
- H. karooensis Londt, 2000
- H. latifrons Loew, 1871
- H. lineatus Lehr, 1960

- H. longiventris Loew, 1847
- H. malkovskii Lehr, 1960
- H. montanus Lehr, 1960
- H. namibiensis Londt, 1999
- H. odontophallus Weinberg & Tsacas, 1973
- H. parappendiculatus Weinberg & Tsacas, 1973
- H. pertusus Becker, 1908
- H. prionophallus Weinberg & Tsacas, 1973
- H. pyrrhophaeus Weinberg & Tsacas, 1973
- H. rubriventris (Macquart in Lucas, 1849)
- H. rufulus Lehr, 1960
- H. senilis Wulp, 1899
- H. similimus Theodor, 1980
- H. spissipes Hermann, 1909
- H. striatus (Fabricius, 1794)
- H. theodori Hradský & Geller-Grimm, 2005
- H. tricolor Theodor, 1980
- H. verticalis Becker in Becker & Stein, 1913
- H. vittatus Weinberg & Tsacas, 1973